# Камушер, Генриетта Давыдовна
Генриетта Давыдовна Ка́мушер (1909—1999) — советский химик-органик.

## Биография
Родилась 23 сентября 1909 года. Окончила в Ленинграде химический техникум, затем институт.
Работала в лаборатории профессора Б. Л. Молдавского в Государственном институте высоких давлений (ГИВД, впоследствии — ВНИИНефтехим, Ленинград).
В 1936 году Б. Л. Молдавский и Г. Д. Камушер открыли, что парафиновые углеводороды от С и выше при пропускании над Сг Од при 470° превращаются в ароматические (реакция дегидроциклизации алканов в арены).
В последующем работала в НИИАТМ.

## Награды и премии
- Сталинская премия второй степени (1946) — за разработку нового метода получения важных химических продуктов из нефтяных фракций